# Грач, Нонна Леонидовна
 Грач Нонна Леонидовна  — археолог, историк, заведующая сектором Северного Причерноморья Отдела античного мира Государственного Эрмитажа.

## Биография
Нонна Леонидовна родилась в Ленинграде.
В школьном возрасте перенесла все тяготы блокады Ленинграда во время Великой Отечественной войны.
В 1952 году Нонна Леонидовна окончила Ленинградский университет.
В 1953 году была принята на работу в Отдел античного мира Эрмитажа.
В 1979 году стала руководителем сектора Северного Причерноморья.
В Эрмитаже Нонна Леонидовна занималась школьными кружками, экскурсиями, занятиями с экскурсоводами, экспозиционной и хранительской работой.

## Научная деятельность
Во время учебы в институте работала в Боспорской экспедиции. Участвовала в раскопках античных городов Илурата и Мирмекия. Так же участвовала в Березанской, Ольвийской экспедициях.
В 1958 году стала научным сотрудником в отделе античного мира Государственного Эрмитажа.
В 1966 году возглавила Нимфейскую археологическую экспедицию Государственного Эрмитажа.
Городище Нимфей было открыто еще П. А. Дюбрюксом. Нонна Леонидовна открыла там остатки храма из розового мергеля и участки с жилой застройкой на склоне холма и большая монументальная лестница и пять больших алтарей.
В 1979 году стала руководителем сектора Северного Причерноморья.
Нонна Леонидовна открыла изображение корабля «Исида», которое она вместе с реставраторами собрала из тысяч небольших фрагментов штукатурки, на которой помимо корабля были много надписей на древнегреческом языке в технике граффито. Во время раскопок на некрополе, Нонна Леонидовна обнаружила древние погребения нимфейцев разного времени, в том числе уникальный расписной склеп. Результатом последних лет работы явилось открытие эллинистического храмового комплекса в южной части Нимфея.
Нонна Леонидовна написала статьи, посвященные кургану Куль-Оба, памятникам скифского искусства, античным ювелирным изделиям, бронзовым зеркалам, греческой и местной боспорской скульптуре, античным терракотам, боспорским весовым системам, виноделию, культам и политической истории Боспора.
Она была участником отечественных и международных научных съездов, конференций и симпозиумов.

## Семья
Муж — Грач Александр Данилович

## Основные публикации
- Древние греки на юге нашей страны, совм. с Скудновой В.М (1963)
- Некрополь Нимфея (1999)